# بایوسوال

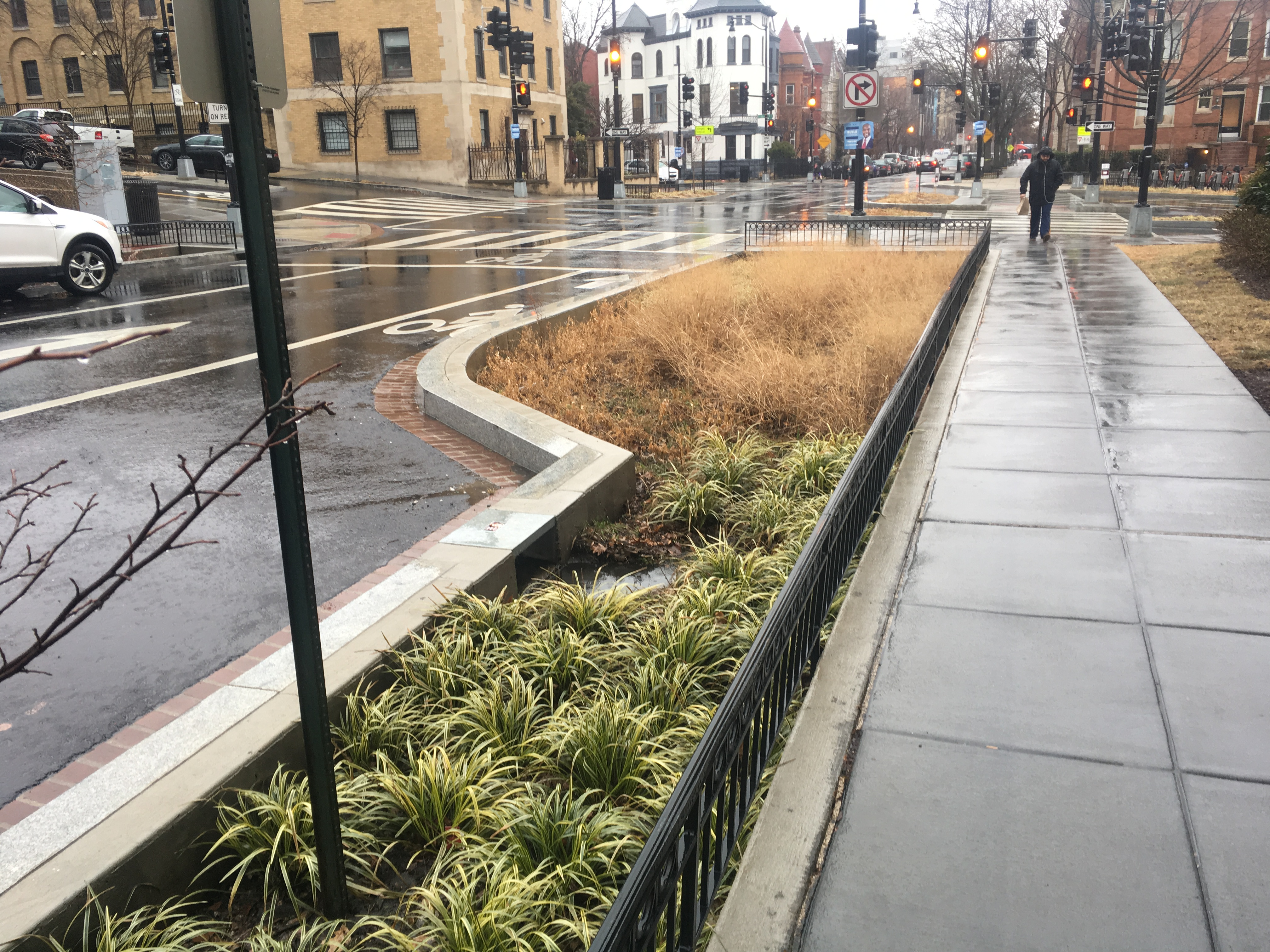
رواناب از مجاورت به یک بیوسوال مجاور جریان می‌یابد

بیوسوال‌ها کانال‌هایی هستند که برای متمرکز کردن و انتقال رواناب آب‌های سطحی و در عین حال حذف زباله و آلودگی طراحی شده‌اند. بیوسوال‌ها همچنین می‌توانند در تغذیه آب‌های زیرزمینی مفید باشند.
بیوسوال‌ها معمولاً دارای پوشش گیاهی، مالچ‌پاشی یا خشکی‌زدایی هستند. آنها شامل یک مسیر زهکشی گود با کناره‌های شیب ملایم (کمتر از ۶٪) هستند. : ۱۹ طراحی بیوسویل (Bioswale) به گونه‌ای است که با خیال راحت، زمان ماندن آب در گودال را به حداکثر برساند و به جمع‌آوری و حذف آلاینده‌ها، گل و لای و زباله‌ها کمک کند. بسته به توپوگرافی محل، کانال بیوسوال ممکن است مستقیم یا پیچ و خم‌دار باشد. همچنین معمولاً در امتداد بیوسویل، سدهای کنترلی اضافه می‌شوند تا نفوذ آب‌های سطحی را افزایش دهند. ترکیب یک بیوسویل می‌تواند تحت تأثیر متغیرهای مختلفی از جمله آب و هوا، الگوهای بارندگی، اندازه محل، بودجه و مناسب بودن پوشش گیاهی قرار گیرد.
حفظ و نگهداری از کانال‌های آب زیرزمینی برای اطمینان از بهترین کارایی و اثربخشی ممکن در حذف آلاینده‌ها از رواناب آب‌های سطحی بسیار مهم است. برنامه‌ریزی برای تعمیر و نگهداری گام مهمی است که می‌تواند شامل نصب فیلتر یا سنگ‌های بزرگ برای جلوگیری از گرفتگی باشد. نگهداری سالانه از طریق آزمایش خاک، بازرسی بصری و آزمایش مکانیکی نیز برای سلامت یک دیوار سبز بسیار مهم است.
بیوسوال‌ها معمولاً در امتداد خیابان‌ها و اطراف پارکینگ‌ها، جایی که آلودگی قابل توجه ناشی از خودروها روی آسفالت می‌نشیند و با اولین بارش باران، که به عنوان اولین بارش باران شناخته می‌شود، شسته می‌شود، اعمال می‌شوند. می‌توان در اطراف لبه‌های پارکینگ‌ها، بیوسوال‌ها یا انواع دیگر بیوفیلترها را ایجاد کرد تا رواناب آب‌های سطحی را قبل از رهاسازی به حوزه آبخیز یا فاضلاب شهری، جمع‌آوری و تصفیه کنند.

## آلاینده‌های مورد بررسی

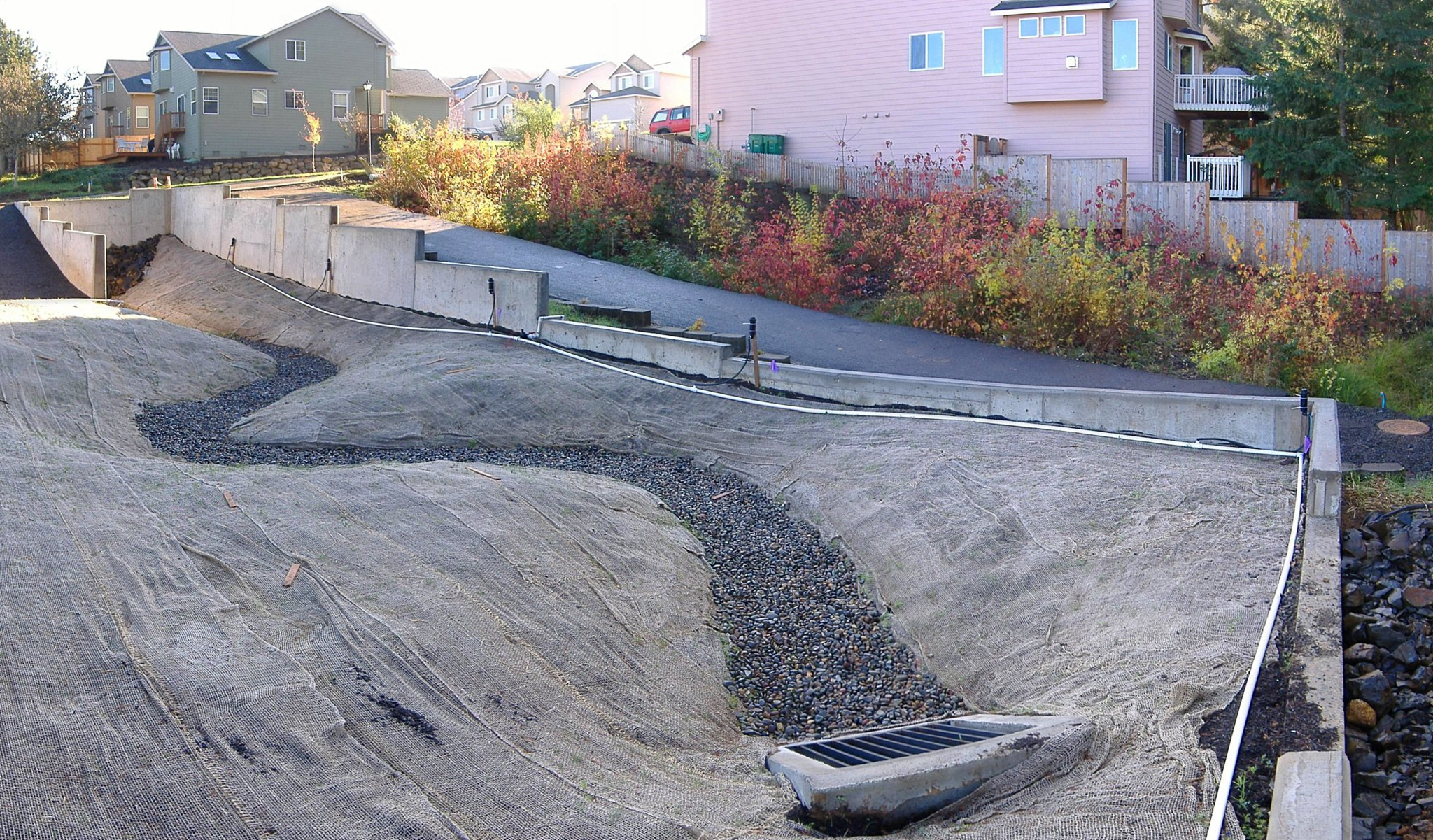
دو بیوسوال برای توسعه مسکن. نمای پیش‌زمینه در حال ساخت است در حالی که نمای پس‌زمینه در حال ایجاد شدن است.

بیوسوال‌ها برای حذف آلاینده‌ها از طریق پوشش گیاهی و خاک عمل می‌کنند. با عبور رواناب ناشی از طوفان از میان بیوسوال، آلاینده‌ها توسط برگ‌ها و ساقه‌های گیاهان جذب و ته‌نشین می‌شوند. سپس آلاینده‌ها وارد خاک می‌شوند و در آنجا تجزیه می‌شوند یا می‌توانند توسط باکتری‌های موجود در خاک سالم تجزیه شوند.
چندین دسته از آلاینده‌های آب وجود دارند که ممکن است با استفاده از بیوسوال‌ها جمع‌آوری یا مهار شوند. این موارد در دسته‌های گل و لای، آلاینده‌های معدنی، مواد شیمیایی آلی و عوامل بیماری‌زا قرار می‌گیرند.
- لجن نحوه ساخت بیوسوال‌ها و گیاهان، انتقال گل و لای را کند کرده و کدورت آب‌های پذیرنده را کاهش می‌دهد. می‌توان فیلترها را برای جذب زباله و گل و لای در طول فرایند نصب کرد.[۴]
- ارگانیک‌ها بسیاری از آلاینده‌های آلی از جمله هیدروکربن‌های آروماتیک چند حلقه‌ای به مرور زمان تبخیر یا تجزیه می‌شوند و کانال‌های زیستی انتقال این مواد را به آبراه‌ها کند می‌کنند، قبل از اینکه بتوانند بر حیات آبزیان تأثیر بگذارند. اگرچه تمام مواد آلی جذب نمی‌شوند، اما غلظت مواد آلی توسط بیوسول‌ها به میزان زیادی کاهش می‌یابد.
- پاتوژن‌ها به اندازه کافی از میزبان یا منبع مواد مغذی محروم می‌شوند تا هدف یک هتروتروف قرار گیرند.[۵]
- ترکیبات معدنی رایج، عناصر غذایی پرمصرف مانند فسفات‌ها و نیترات‌ها هستند. منابع اصلی این مواد مغذی از رواناب‌های کشاورزی ناشی از کوددهی بیش از حد ناشی می‌شود. فسفات و نیترات اضافی می‌تواند باعث اوتریفیکاسیون در مناطق دفع و آب‌های پذیرنده شود. گیاهان خاص زیست‌توده این مواد مغذی اضافی را جذب می‌کنند.[۶]
- ترکیبات فلزی مانند جیوه، سرب، کروم، کادمیوم و سایر فلزات سنگین در این ساختارها متمرکز شده‌اند. متأسفانه، این فلزات به آرامی خاک اطراف را مسموم می‌کنند. برای جلوگیری از حل شدن و آزاد شدن مجدد فلزات در محیط، حذف منظم خاک ضروری است. برخی از زیست‌توده‌ها به گونه‌ای طراحی شده‌اند که شامل گونه‌های گیاهی بیش‌انباشتگر باشند. این گیاهان فلزات را جذب می‌کنند اما آنها را تغییر نمی‌دهند. قلمه‌های این گیاهان اغلب دوباره به برکه تجزیه می‌شوند یا توسط خدمات باغبانی هرس می‌شوند که نمی‌دانند کمپوستی که جمع‌آوری می‌کنند سمی است.[۷]

## بهترین مکان‌ها
بیوسوال‌ها را می‌توان در مناطقی که نیاز به مدیریت آب‌های سطحی برای تنظیم سرعت رواناب و رفع آلودگی رواناب دارند، اجرا کرد. بیوسوال‌ها برای مدیریت اولین هجوم آلاینده‌ها در هنگام بارندگی ایجاد می‌شوند، بنابراین، مکان‌هایی که دارای سطوح نفوذناپذیر بالایی مانند جاده‌ها، پارکینگ‌ها یا پشت بام‌ها هستند، می‌توانند از مزایای اضافه کردن بیوسوال‌ها بهره‌مند شوند. آنها همچنین می‌توانند در حاشیه جاده‌ها، بریدگی‌های جدول، پیاده‌روها یا هر فضای عمومی دیگری ادغام شوند.

## مزایا
بیوسوال‌ها کارهای عمرانی کم‌اثر و مفیدی هستند که سرعت رواناب آب‌های سطحی را کاهش می‌دهند و در عین حال آلاینده‌ها را از محل تخلیه حذف می‌کنند. آنها در محافظت از آب‌های سطحی و آبراه‌های محلی در برابر آلودگی بیش از حد ناشی از رواناب آب‌های سطحی بسیار مفید هستند. هر چه رواناب مدت بیشتری در داخل بیوسوال باقی بماند، نتیجه حذف آلاینده بهتر خواهد بود. همچنین در از بین بردن حوضچه‌های راکد که می‌توانند پشه‌ها را جذب کنند، مفید است. همچنین می‌توان بیوسوال‌ها را طوری طراحی کرد که از نظر زیبایی‌شناسی خوشایند باشند و حیوانات را جذب کرده و زیستگاه ایجاد کنند. بیوسوال‌ها همچنین می‌توانند برای تغذیه آب‌های زیرزمینی مفید باشند.

## تعمیر و نگهداری
نگهداری نامناسب می‌تواند منجر به هزینه‌های بالای بازسازی برای رسیدگی به کانال‌های زیستی ناکارآمد شود. تجمع رسوبات بزرگ، زباله و رشد نامناسب پوشش گیاهی، همگی می‌توانند بر کیفیت و عملکرد بیوسوال‌ها تأثیر بگذارند. در مراحل برنامه‌ریزی، جدا کردن حق ارتفاق برای نگهداری آسان‌تر از دیوارهای زیستی مفید است، چه فضای کافی برای قرار دادن ماشین‌آلات باشد و چه ایمنی برای افراد شاغل. برای گرفتن رسوبات می‌توان از انواع مختلف فیلترها استفاده کرد. نوارهای فیلتر چمنی یا ورودی‌های سنگی می‌توانند برای فیلتر کردن رسوبات و ذرات معلق استفاده شوند؛ با این حال، بدون نگهداری مناسب، رواناب می‌تواند به دلیل انسداد از جوی‌های زیستی دور شود. ورودی‌های سازه‌ای به دلیل سهولت نگهداری، استفاده و اثربخشی آنها رایج‌تر شده‌اند. اجتناب از استفاده از مالچ شناور و انتخاب بهترین گیاهان مناسب و کم‌نیاز به نگهداری، کارایی بهتر در کانال‌های زیستی را تضمین می‌کند. بسته به نیازهای جامعه به یک زیست‌بوم، می‌توان یک برنامه ارزیابی چهار مرحله‌ای تدوین کرد. بازرسی بصری، آزمایش ظرفیت، رواناب مصنوعی و پایش، چهار مرحله‌ای هستند که می‌توانند برای ارزیابی عملکرد و نگهداری از بیوسوال‌ها مورد استفاده قرار گیرند.
بازرسی‌های روتین برای اطمینان از عدم آسیب به عملکرد و زیبایی‌شناسی بیوسوال‌ها ضروری است. زمان و تعداد دفعات بازرسی‌ها بسته به دولت‌های محلی مختلف متفاوت است، اما باید حداقل سالی یک بار انجام شود. جنبه‌های مختلف بازرسی می‌تواند به صورت بصری یا مکانیکی انجام شود. مشاهده بصری پوشش گیاهی، آب و ورودی‌ها، همگی برای اطمینان از عملکرد بسیار مهم هستند. برخی سازمان‌ها از چک‌لیست‌ها برای ساده‌سازی فرایند بازرسی بصری استفاده می‌کنند.
روش‌های مختلفی برای تعیین اینکه آیا یک بیوسوال نیاز به تعمیر و نگهداری دارد یا خیر، وجود دارد. بیوسوال‌ها برای رسیدن به سطح خاصی از نفوذپذیری، معیارگذاری می‌شوند تا مشخص شود که آیا به تعمیر و نگهداری نیاز دارند یا خیر. برای اندازه‌گیری میزان نفوذ، از گیج نفوذ استفاده می‌شود. آزمایش شیمی خاک نیز برای تعیین اینکه آیا خاک دارای سطح مشخصی از هرگونه آلاینده است یا خیر، مورد نیاز است. فسفر و سطوح بالای شوری در خاک دو آلاینده رایج هستند که باید به آنها توجه شود. تجزیه و تحلیل غلظت آلاینده‌های ورودی و خروجی نیز روش دیگری برای تعیین سطح عملکرد بیوسوال‌ها است.
نگهداری می‌تواند به سه سطح مختلف مراقبتی تقسیم شود. مراقبت‌های زیبایی‌شناختی برای حذف علف‌های هرز که بر عملکرد سایر گیاهان و خود دیوار سبز تأثیر می‌گذارند، تمیز کردن و جمع‌آوری زباله و حفظ ظاهر پوشش گیاهی مورد نیاز است. زمانی که ورودی توسط رسوبات مسدود شده باشد یا زمانی که پوشش گیاهی نیاز به جایگزینی داشته باشد، بازسازی جزئی مورد نیاز است. زمانی که دیواره‌های زیستی دیگر آلاینده‌ها را به‌طور کافی فیلتر نمی‌کنند و عملکرد کلی آنها به شدت ضعیف است، نیاز به بازسازی کامل است.

## طراحی
بیوسوال‌ها دوره‌های کوتاه و بالقوه شدیدی از بارندگی، سیل و بارگذاری آلاینده‌ها را تجربه می‌کنند و به دنبال آن فصل‌های خشک را تجربه می‌کنند. مهم است که نحوه رشد پوشش گیاهی انتخاب شده برای بیوسوال‌ها و درک اینکه چه نوع گیاهانی بهترین گزینه برای این منظور هستند، در نظر گرفته شود.
چهار نوع بیوسوال وجود دارد که می‌توانند بر اساس نیازهای محل ساخته شوند.
- بیوسوال‌های کم علف از علف‌های کم رشدی استفاده می‌کنند که می‌توانند مانند چمنزارها، محوطه‌سازی شوند. این نوع جوی‌های زیستی در مقایسه با جوی‌های زیستی دارای پوشش گیاهی، در تصفیه رواناب آب‌های سطحی و حفظ زمان جمع‌آوری کافی، کمتر مؤثر هستند.
- بیوسوال‌های گیاهی با گیاهان بلندتر، گیاهان زینتی، درختچه‌ها و حتی درختان ایجاد می‌شوند. این نوع کانال‌ها همچنین می‌توانند با سنگ پوشیده شوند تا سرعت رواناب آب‌های سطحی که از میان جوی‌های زیستی عبور می‌کنند را کاهش دهند و زمان جمع‌آوری برای آلودگی‌زدایی را افزایش دهند. جوی‌های زیستی گیاهی همچنین می‌توانند شامل پوشش گیاهی باشند که در حذف بسیار مؤثر مواد شیمیایی خاص در رواناب‌ها بسیار مفید هستند.
- بیوسوال‌های کم‌مصرف در مناطقی که تمایل به خشک‌تر شدن و آب و هوای گرم‌تر دارند، مفید هستند. جوی‌های زیستی زریسکیپ معمولاً فقط پس از باران و طوفان مملو از رواناب می‌شوند و در غیر این صورت خشک می‌مانند.
- جوی‌های زیستی مرطوب شبیه تالاب‌ها هستند که در آنها آب برای مدت زمان بسیار طولانی‌تری در خود نگه می‌دارند و این امر به جای تخلیه ساده آب در انتهای جوی‌های زیستی به ورودی‌های زهکشی طوفان، امکان نفوذ آب‌های سطحی را فراهم می‌کند.

بیوسوال‌ها به ترکیب خاصی از خاک نیاز دارند که بیش از ۵٪ رس نداشته باشد. خود خاک قبل از اجرا نباید آلوده باشد. بیوسوال‌ها باید با شیب طولی ساخته شوند تا رسوبات بتوانند ته‌نشین شوند. حداکثر شیب دیواره‌های زیستی ۳:۱ است. برای اطمینان از اینکه به سایر زیرساخت‌ها آسیبی وارد نمی‌شود، حداقل فاصله لازم است. زهکش سرریز باید حداقل ۶ اینچ بالاتر از سطح زمین قرار گیرد تا حداکثر زمان تمرکز رواناب آب‌های سطحی در جوی‌های زیستی فراهم شود. همچنین می‌توان از سنگ‌ها برای کاهش سرعت رواناب استفاده کرد. استفاده از فیلترها برای جلوگیری از مسدود شدن ورودی‌ها توسط رسوبات یا زباله‌ها مهم است.

## مثال‌ها

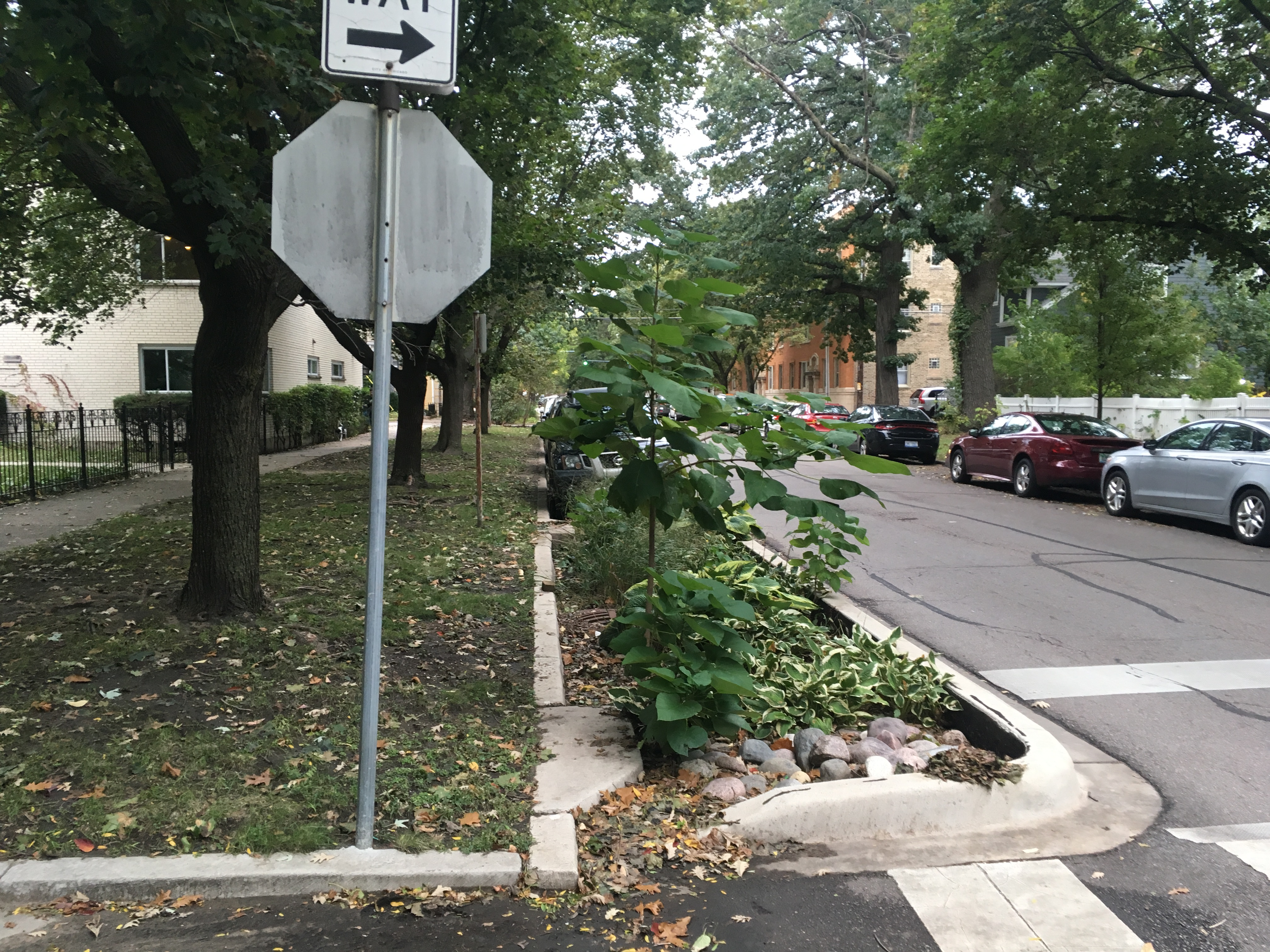
یک دیوار سبز کنار خیابان در شیکاگو.

دو نمونه اولیه از آبراه‌های زیستی طراحی‌شده به صورت علمی برای کاربردهای در مقیاس بزرگ در غرب ایالات متحده یافت می‌شود. در سال ۱۹۹۶، برای پارک رودخانه ویلامت در پورتلند، اورگان، در مجموع ۲۳۳۰ فوت طول از خاکریزهای زیستی طراحی و نصب شد تا رواناب‌های آلاینده را جمع‌آوری و از ورود آنها به رودخانه ویلامت جلوگیری کند. برای افزایش جذب گل و لای، سدهای کنترلی متناوب نصب شدند که باعث کاهش ۵۰ درصدی ورود مواد جامد معلق به سیستم رودخانه شد.
نمونه دوم از یک دیوار سبز طراحی‌شده در مقیاس بزرگ، در پارک تجاری کارنروس، شهرستان سونوما، کالیفرنیا قرار دارد. از سال ۱۹۹۷، تیم طراحی پروژه با اداره شیلات و شکار کالیفرنیا و شهرستان سونوما همکاری کرد تا طرحی دقیق برای هدایت رواناب سطحی در حاشیه یک پارکینگ بزرگ ارائه دهد. رواناب سطحی شامل رواناب پشت بام ساختمان‌ها، رواناب پارکینگ و جریان سطحی از املاک واقع در شمال محل پروژه می‌شود. در مجموع دو مایل خطی از خاکریز زیستی در این پروژه طراحی شد. هدف از ساخت بیوسویل، به حداقل رساندن ورود آلاینده‌های رواناب به نهر سونوما بود. کانال بیوسویل پوشیده از چمن و تقریباً خطی است. شیب رو به پایین تقریباً ۴٪ و شیب عرضی تقریباً ۶٪ است.
یکی از پروژه‌های نسبتاً جدید، پروژه «جایگزین‌های لبه خیابان» (SEA) در سیاتل، واشینگتن بود که در سال ۲۰۰۱ تکمیل شد. هدف SEA به جای استفاده از لوله‌کشی سنتی، ایجاد یک چشم‌انداز طبیعی بود که نمایانگر وضعیت منطقه قبل از توسعه باشد. این خیابان ۱۱٪ نفوذپذیرتر از یک خیابان استاندارد بود و با درختان همیشه سبز و جوی‌های آب فراوان مشخص می‌شد. بیوسوال‌ها روی شیب‌های درجه‌بندی شده با گیاهان تالابی و مرتفع کاشته شدند. سایر محوطه‌سازی‌ها نیز بر روی گیاهان بومی و سازگار با ماهی سالمون متمرکز بودند. SEA مزیت قابل توجهی در کاهش رواناب آب‌های سطحی ایجاد کرد که به ادامه حفاظت از بوم‌شناسی نهر سیاتل کمک کرد. خیابان پروژه همچنین در مقایسه با محوطه‌سازی خشن، مکانی جذاب‌تر و از نظر زیبایی‌شناسی دلپذیرتر ایجاد کرد.
اداره حفاظت از محیط زیست شهر نیویورک (NYC DEP) بیش از ۱۱۰۰۰ جویچه کنار خیابان ساخته است که به آنها «باغ‌های بارانی» می‌گویند. باغ‌های باران در سراسر شهر ساخته می‌شوند تا آب‌های ناشی از بارندگی را مدیریت کرده و کیفیت آب آبراه‌های شهری را بهبود بخشند. مراقبت و رسیدگی به باغ‌های بارانی حاصل همکاری بین اداره حفاظت از محیط زیست نیویورک و گروهی از شهروندان داوطلب به نام «محافظان بندر» است. باغ‌های بارانی حداقل هفته‌ای یک بار بازرسی و تمیز می‌شوند.

## پرماکالچر
در کشاورزی پایدار، از گودال‌ها برای جمع‌آوری آب استفاده می‌شود.